# Teatr ludowy (popularny)
Teatr ludowy (powszechny, popularny) – teatr przeznaczony dla szerokiej widowni, zwłaszcza dla osób uboższych i mniej wykształconych, zarówno mieszkańców wsi, jak i miast: robotników, służących itp. Idea stworzenia tego rodzaju instytucji, mającej na celu zerwanie z dostępnym wyłącznie dla elit społecznych teatrem mieszczańskim, narodziła się w krajach europejskich w 2. połowie XIX w. Tego rodzaju teatry miały charakter amatorski lub zawodowy; powstawały z inicjatywy społecznej, prywatnej oraz państwowej. 
Idea teatru ludowego dotarła do Polski, znajdując uznanie wśród pozytywistów, jednak możliwość powołania tego rodzaju placówek pojawiła się dopiero na przełomie XIX i XX w. Pierwsze teatry ludowe powstały w: Warszawie (1899), Łodzi (1898 i 1900), Krakowie (1900) i Lwowie (1901).